# Ялтушков
Ялту́шков (укр. Ялтушків) — село на Украине, находится в Барском районе Винницкой области.
Код КОАТУУ — 0520286503. Население по переписи 2023 года составляет 1449 человек. Почтовый индекс — 23021. Телефонный код — 4341.
Занимает площадь 3,032 км².
В селе действует храм Казанской Иконы Божией Матери Барского благочиния Винницкой и Барской епархии Украинской православной церкви.

## Адрес местного совета
23021, Винницкая область, Барский р-н, с.Ялтушков, ул.Ленина, 15